# Tartaglia

Tartaglia auf einer Figurine von Maurice Sand

Tartaglia (ital. für „Stotterer“) ist eine Figur des italienischen Stegreiftheaters, der Commedia dell’arte. Die ca. 1610 in Neapel entwickelte Maske repräsentierte ursprünglich einen spanischen Beamten, nicht mehr ganz jung, meist grün gewandet, mit übergroßer Brille, sein Bäuchlein und seine Bedeutung vor sich hertragend. Die Würde wird beeinträchtigt durch seine mangelnde Beherrschung der (italienischen) Sprache und sein Stottern, was seinen Äußerungen stets Zweideutigkeit verleiht. Er kann aber auch als Polizist, Richter, Notar, Steuereintreiber, Apotheker, Gastwirt oder Diener daherkommen. Wie etwa Coviello oder andere Masken dieser Volkskomödie überlebte sie das 17. Jahrhundert nicht.